# 雞鳴布
鸡鸣布，中国古代流行在江西、浙江一带的一种布匹。
旧时汉族民间生产风俗，流行于浙江南部地区。相传旧时有浣纱女，夜浣纱而成布，在鸡鸣之前完成，所以称之为鸡鸣布。隋朝时，豫章郡（治今江西省南昌市）每年蚕四五熟，妇人勤于纺织，有夜浣纱而成布者，俗称鸡鸣布。